# Kim Yu-jin (Leichtathletin)
Kim Yu-jin (koreanisch 김유진; * 21. Juli 1996) ist eine südkoreanische Leichtathletin, die im Mittel- und Langstreckenlauf an den Start geht.

## Sportliche Laufbahn
Erste internationale Erfahrungen sammelte Kim Yu-jin im Jahr 2022, als sie bei den Asienspielen in Hangzhou in 4:21,92 min den sechsten Platz im 1500-Meter-Lauf belegte. Zudem gelangte sie mit 15:55,89 min auf Rang neun über 5000 Meter. 2025 belegte sie bei den Asienmeisterschaften in Gumi in 4:24,18 min bzw. 16:06,41 min jeweils den neunten Platz über 1500 und 5000 Meter.
2022 wurde Kim südkoreanische Meisterin im 1500-Meter-Lauf sowie 2023 über 5000 Meter. 

## Persönliche Bestleistungen
- 1500 Meter: 4:17,00 min, 28. September 2024 in Niigata
- 5000 Meter: 15:55,89 min, 3. Oktober 2023 in Hangzhou